# Barby, Savoie
Barby este o comună în departamentul Savoie din sud-estul Franței. În 2016 avea o populație de 3.399 de locuitori.

## Evoluția populației
| An        | 1975  | 1982  | 1990  | 1999  | 2006  | 2009  |
| --------- | ----- | ----- | ----- | ----- | ----- | ----- |
| Populație | 1.884 | 2.672 | 3.080 | 2.958 | 3.276 | 3.304 |